# رابرت زمکیس
رابرت زِمِکیس (به انگلیسی: Robert Zemeckis) (زادهٔ ۱۴ مهٔ ۱۹۵۲) کارگردان، فیلم‌نامه‌نویس و تهیه‌کنندهٔ آمریکایی برندهٔ جایزهٔ اسکار است.

## حرفه
رابرت زمکیس دورهٔ کارگردانی‌اش را با دو فیلم کمدی می‌خواهم دستت را بگیرم (۱۹۷۸) و ماشین‌های مستعمل (۱۹۸۰) آغاز کرد.
سپس فیلم عشق‌بازی با سنگ را ساخت که برای او دروازه‌ای بود به‌سوی فیلم‌هایی که بعداً ساخت؛ فیلم‌های هیجانی و تخیلی.
فیلم‌های بعدی او در زمینهٔ ماجراجویی سه‌گانه بازگشت به آینده هستند: بازگشت به آینده (۱۹۸۵)، بازگشت به آینده قسمت ۲ (۱۹۸۹) و بازگشت به آینده قسمت ۳ (۱۹۹۰).
بعد از فیلم فانتزیِ مرگ درخور اوست (۱۹۹۲) زمکیس موفق‌ترین فیلم خود، فارست گامپ (۱۹۹۴) را با بازی تام هنکس ساخت که در سالِ ساختِ آن (۱۹۹۴) از دو رقیب قدرتمند خود (فیلم‌های  پالپ فیکشن از کوئنتین تارانتینو و فیلم رستگاری در شائوشنک از فرانک دارابونت) جلو زد و ۶ جایزهٔ اسکار، از جمله بهترین فیلم سال و بهترین کارگردانی را نصیب زمکیس کرد.
بعد از فیلم فارست گامپ، زمکیس از تام هنکس در دو پروژهٔ دیگر، یعنی دورافتاده (۲۰۰۰) و قطار سریع‌السیر قطبی (۲۰۰۵) استفاده کرد.
دیگر اثر زمکیس، فیلم بندباز با بازی جوزف گوردون لویت است که در سال ۲۰۱۵ منتشر شد.

## جوایز و افتخارات

### جوایز اسکار
| سال  | نام فیلم                                                                                       | کارگردان | نویسنده | تهیه‌کننده | توضیحات |
| ---- | ---------------------------------------------------------------------------------------------- | -------- | ------- | --------- | --- |
| ۱۹۷۸ | می‌خواهم دستت را بگیرم                                                                          | آری      | آری     | نه        | |
| ۱۹۷۹ | ۱۹۴۱ (فیلم)                                                                                    | نه       | آری     | نه        | |
| ۱۹۸۰ | ماشین‌های مستعمل                                                                                | آری      | آری     | نه        | |
| ۱۹۸۴ | عشق‌بازی با سنگ                                                                                 | آری      | نه      | نه        | |
| ۱۹۸۵ | بازگشت به آینده                                                                                | آری      | آری     | نه        | نامزد- جایزه اسکار بهترین فیلم‌نامه غیراقتباسی نامزد- جایزه بفتای بهترین نمایشنامه غیراقتباسی نامزد- جایزه گلدن گلوب بهترین فیلم‌نامه |
| ۱۹۸۸ | چه کسی برای راجر رابیت پاپوش دوخت؟                                                             | آری      | نه      | نه        | |
| ۱۹۸۹ | بازگشت به آینده قسمت ۲                                                                         | آری      | آری     | نه        | |
| ۱۹۹۰ | بازگشت به آینده قسمت ۳                                                                         | آری      | آری     | نه        | |
| ۱۹۹۲ | مرگ درخور اوست                                                                                 | آری      | نه      | آری       | |
| ۱۹۹۲ | تعدی                                                                                           | نه       | آری     | executive | |
| ۱۹۹۴ | فارست گامپ                                                                                     | آری      | نه      | نه        | جایزه اسکار بهترین کارگردانی جایزه بفتای بهترین کارگردانی جایزه گلدن گلوب بهترین کارگردانی                                          |
| ۱۹۹۶ | Tales from the Crypt Presents: Bordello of Blood                                               | نه       | story   | executive | |
| ۱۹۹۷ | تماس (فیلم ۱۹۹۷)                                                                               | آری      | نه      | آری       | |
| ۱۹۹۹ | Robert Zemeckis on Smoking, Drinking and Drugging in the 20th Century: In Pursuit of Happiness | آری      | نه      | نه        | Documentary |
| ۲۰۰۰ | آنچه در زیر است                                                                                | آری      | نه      | آری       | |
| ۲۰۰۰ | دورافتاده                                                                                      | آری      | نه      | آری       | |
| ۲۰۰۴ | قطار سریع‌السیر قطبی                                                                            | آری      | آری     | آری       | |
| ۲۰۰۷ | بئوولف (فیلم ۲۰۰۷)                                                                             | آری      | نه      | آری       | |
| ۲۰۰۹ | سرود کریسمس (فیلم ۲۰۰۹)                                                                        | آری      | آری     | آری       | |
| ۲۰۱۲ | پرواز (فیلم ۲۰۱۲)                                                                              | آری      | نه      | آری       | |
| ۲۰۱۵ | بندباز (فیلم ۲۰۱۵)                                                                             | آری      | آری     | آری       | |
| ۲۰۱۵ | Doc Brown Saves the World                                                                      | آری      | آری     | نه        | Short film |
| ۲۰۱۶ | متفقین (فیلم)                                                                                  | آری      | نه      | آری       | |
| ۲۰۱۸ | به مارون خوش آمدید                                                                             | آری      | آری     | آری       | |
| ۲۰۲۰ | جادوگران (فیلم ۲۰۲۰)                                                                           | آری      | آری     | آری       | Filming |
| ۲۰۲۱ | آشوب مدام                                                                                      | نه       | نه      | آری       | |

| سال         | جایزه | رشته                                     | عنوان           | نتیجه    |
| ----------- | ----- | ---------------------------------------- | --------------- | -------- |
| جوایز اسکار | ۱۹۸۶  | جایزه اسکار بهترین فیلم نامه غیر اقتباسی | بازگشت به آینده | نامزدشده |
| جوایز اسکار | ۱۹۹۵  | جایزه اسکار بهترین کارگردانی             | فارست گامپ      | برنده    |

### جوایز گلدن گلوب
| سال  | جایزه           | رشته                             | عنوان           | نتیجه    |
| ---- | --------------- | -------------------------------- | --------------- | -------- |
| ۱۹۸۶ | جوایز گلدن گلوب | جایزه گلدن گلوب بهترین فیلم نامه | بازگشت به آینده | نامزدشده |
| ۱۹۹۵ | جوایز گلدن گلوب | جایزه گلدن گلوب بهترین کارگردانی | فارست گامپ      | برنده    |

### جوایز بفتا
| سال  | جایزه      | رشته                                    | عنوان           | نتیجه    |
| ---- | ---------- | --------------------------------------- | --------------- | -------- |
| ۱۹۸۶ | جوایز بفتا | جایزه بفتای بهترین فیلمنامه غیر اقتباسی | بازگشت به آینده | نامزدشده |
| ۱۹۹۵ | جوایز بفتا | جایزه بفتای بهترین کارگردانی            | فارست گامپ      | نامزدشده |